# شاخه گل ۹
شاخه گل ۹ نام یک آلبوم موسیقی در سبک سنتی ایرانی باصدای غلام‌حسین بنان می‌باشد که توسط انتشارات ایران صدا منتشر شده‌است. این آلبوم، نهمین آلبوم از مجموعه آلبوم شاخه گل بوده‌است. در این اثر اشعار رهی معیری، حکیم سنایی، فخرالدین عراقی، ابوالحسن ورزی و منصوره اتابکی (زهره) خوانده شده و جواد معروفی (به عنوان آهنگ ساز و تنظیم کننده)، احمد عبادی، حسن کسایی، مهدی خالقی، رضا ورزنده و حسین همدانیان (به عنوان نوازنده) حضور دارند.

## شرح اثر

### هنرمندان
- آواز: غلام‌حسین بنان
- آهنگ ساز و تنظیم کننده: جواد معروفی
- نوازندگان: احمد عبادی (سه تار)، حسن کسایی (نی)، مهدی خالدی (ویولون)، رضا ورزنده (سنتور) و حسین همدانیان (تنبک)
- اشعار از رهی معیری، سنایی، فخرالدین عراقی، ابوالحسن ورزی و منصوره اتابکی (زهره)

### فهرست آهنگ‌ها
۱. نغمه همایون
- همایون
- آهنگ ساز و تنظیم کننده: جواد معروفی
- اشعار از رهی معیری و عراقی

۲. تنها تویی
- دشتی
- باهمکاری احمد عبادی (سه تار)، حسن کسایی (نی)، مهدی خالدی (ویولون)، رضا ورزنده (سنتور) و حسین همدانیان (تنبک)
- اشعار سنایی، عراقی، ابوالحسن ورزی و زهره